# Bar-Giora (organização)
O Bar-Giora (em hebraico:  בר גיורא) foi uma organização de auto-defesa judaica da Segunda Aliá, a precursora do Hashomer.

## Fundação
O fundador da Bar Giora, Israel Shochat, já havia participado de milícias clandestinas durante os pogroms do regime czarista do Império Russo. Em 1904, ele fez sua aliá para a Síria otomana em 1904, e ao chegar foi atraído pela ideia de Michael Haperin sobre um exército de soldados judeus, e uniu-se à "Mahane Yehuda", uma guarda montada formada por Haperin em Ness Ziona. Dois anos depois, Shochat reuniu um pequeno grupo de seguidores leais e lançou o ramo local do Poale Zion, com cerca de 60 membros. 
Em 1907, Yitzhak Ben-Zvi chegou de Poltava; como líder do Poale Zion da Rússia ele dirigiu a polícia secreta por um ano. Shochat e Ben-Zvi viajaram juntos para o 8° Congresso Mundial Sionista em Haia e após sua volta, em 28 de setembro de 1907, eles montaram a primeira formação da Bar Giora, composta por membros do Poale Zion com o propósito de colonizar a terra e protegê-la contra os ataques árabes. O nome da organização foi escolhido em homenagem a Simon Bar Giora, um dos líderes da revolta judaica contra os romanos. Seus membros fundadores foram Israel Shochat, Yitzhak Ben-Zvi, Mendel Portugali, Israel Giladi, Alexander Zaïd, Yechezkel Henkin, Yehezkel Nissanov e Moshe Givoni. Manya Shochat (esposa de Israel Shochat) e Rachel Ben-Zvi (esposa de Yitzhak Ben-Zvi) podem ter participado da fundação. Eles juraram entre si, sob pena de morte, manter sigilo absoluto e obediência total a seu líder, Israel Shochat. Shochat, Zeid e Henkin reuniam-se no apartamento sem mobília de Yitzhak Ben-Zvi, em Jafa, para planejar a atuação do grupo. Todas as decisões tinham que ser ratificadas por uma votação unânime. Todos os membros deveriam ter pelo menos um ano de experiência na agricultura. O serviço de guarda era adiado até que os membros da organização tivessem adquirido a experiência e o conhecimento suficientes da terra. Como lema, foi escolhida uma frase do poema Habiryonim, de Yaakov Cohen: "Em fogo e sangue caiu a Judeia; em sangue e fogo a Judeia se levantará." Este era um dos lemas dos defensores judeus durante os pogroms no Império Russo. 
Até então, os assentamentos judaicos contratavam guardas árabes, além de drusos e circassianos, para protegerem as vilas e plantações dos constantes ataques de ladrões e de beduínos. Substituí-los se mostrou mais difícil do que o planejado, já que muitos judeus se recusaram a empregar membros da Bar Giora temendo que isso causasse mais atrito com os árabes locais.

## Sejera

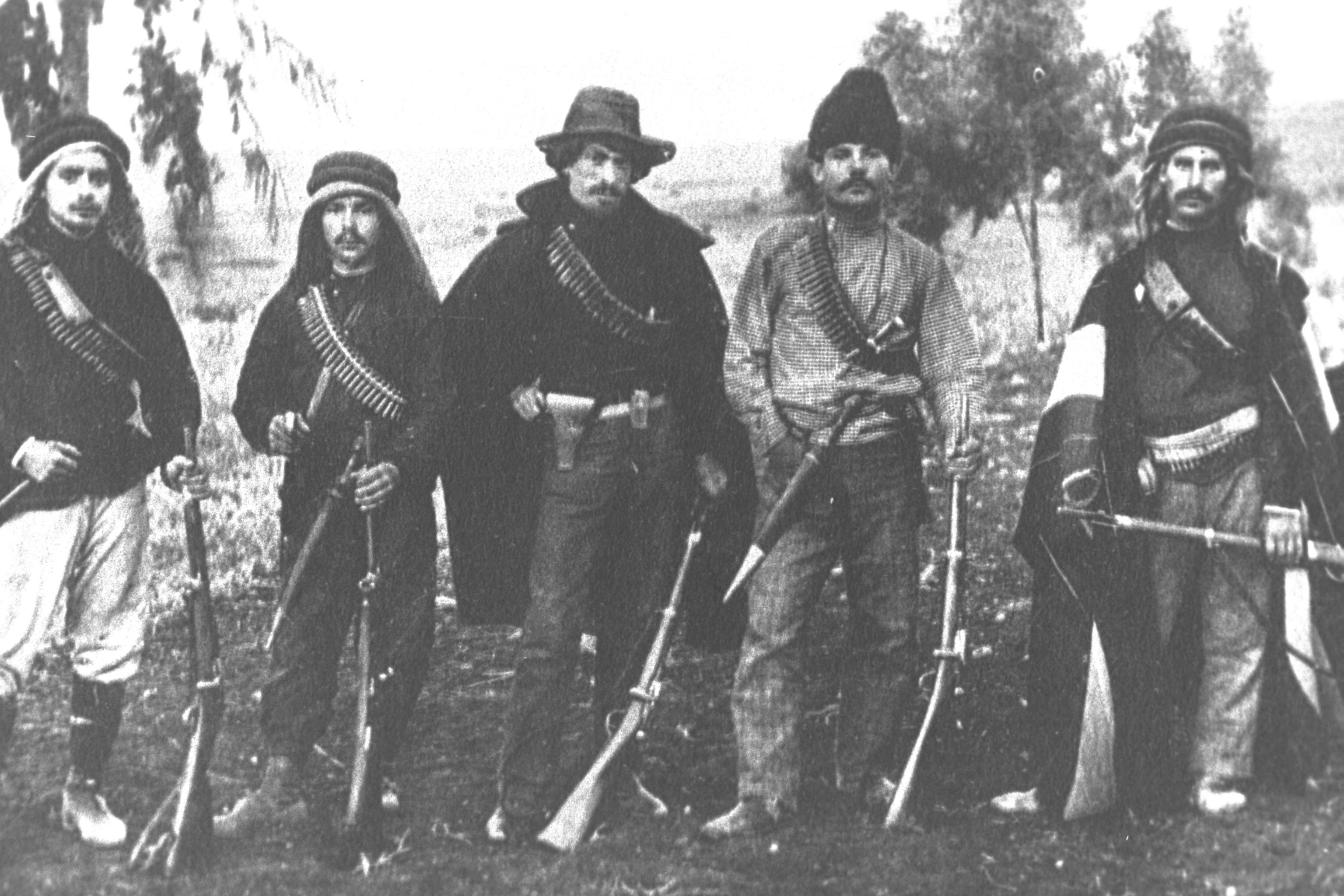
Membros da Bar Giora em 1907, com seu líder Israel Shochat no centro da imagem.

A Bar Giora passou a focar em substituir os guardas árabes das colônias mais remotas da Alta Galileia e montar seus próprios postos avançados. Um grupo de pastores foi enviado para realizar um levantamento detalhado da terra. Em outubro de 1907, Shochat liderou um grupo destacado e se fixou em Sejera, deixando Ben-Zvi em Jafa como representante do grupo dentro do Poale Zion. A Bar Giora assumiu a proteção de Sejera, substituindo os guardas árabes e circassianos, que protestaram e ameaçaram retaliação, mas a nova guarda mantinha-se determinada e afastou qualquer ameaça. Em 1908, Sejera foi escolhida como sede da convenção do Partido Trabalhista e recebeu judeus de toda a Palestina. No caminho, um judeu foi atacado por ladrões árabes, e um ladrão morreu. A lei local previa que um parente de um árabe morto poderia vingar a sua morte, alegando "rivalidade de sangue". E pouco tempo depois a inevitável vingança aconteceu, e dois fazendeiros judeus foram mortos e enterrados na cidade. Esse episódio moldou uma nova regra para a Bar Giora: eles precisariam defender a propriedade sem causar mortes, assim quebrando a corrente da rivalidade de sangue. Shochat conseguiu fundos da organização sionista para prestar assistência às famílias das duas vítimas e para adquirir mais cavalos, armas e munições. 

## Expansão
A organização se aperfeiçoava, e não tardou a conquistar o respeito dos colonos judeus de outras localidades, a em 1908 foi contratada para defender seu segundo assentamento: Mescha (atual Kfar Tabor). Para evitar retaliações decorrentes da substituição dos guardas árabes, um grande destacamento de voluntários foi enviado, trabalhando em turnos para garantir a defesa ininterrupta. Sua disciplina e organização impressionaram os árabes. Depois, um contrato foi firmado com a vila, que garantia a defesa desde que apenas judeus trabalhassem lá, e previa multa para moradores que se esquecessem de trancar suas propriedades. A Bar Giora enviou guardas experientes para defender o local, incluindo Mendel Portugali.

## Encerramento
A expansão da guarda demonstrou que uma organização semi-clandestina não seria mais suficiente para atender o seu objetivo, e em Mescha começaram a ser traçados novos planos para o seu futuro. Isso culminou com a criação de uma organização distinta, o Hashomer, que foi formado em 12 de abril de 1909, e absorveu a Bar Giora, incorporando os seus membros e os seus aprendizados.